# Erythrops
Erythrops (лат.) — род ракообразных семейства Mysidae из отряда Мизиды.

## Описание
Представители рода отличаются от других мизид следующими признаками: тельсон трапециевидной формы, короче или равен ширине, с невооруженными боковыми краями. Плеоподы самцов двуветвистые, 1-я пара с многосуставным экзоподом и несращенным эндоподитом; 2—5-я пары с многочлениковыми экзоподом и эндоподитом. Первый переопод (ходильная нога) имеет хорошо развитый экзопод (внешняя ветвь), карпопроподы эндопода (внутренняя ветвь) с 3-й по 8-ю ветвь переопод делится на подсегменты, и на эндоподе уропод (задних придатках) есть статоцисты.

## Классификация
Род Erythrops был впервые выделен в 1869 году норвежским морским биологом и зоологом Георгом-Оссианом Сарсом (1837—1927) и включает представителей, обитающих на побережье, литоральных, в пелагиале и глубоководных (до 1100 м) с длиной тела от 2 до 18 мм.
- Erythrops abyssorum G.O. Sars, 1869 — северная Атлантика, мезопелагиаль, 75N — 39N, на глубине 100—1100 м (длина тела 18 мм)[6]
- Erythrops africanus O. Tattersall, 1955
- Erythrops alboranus Bacescu, 1989[7]
- Erythrops bidentatus Nouvel, 1973
- Erythrops elegans (G.O. Sars, 1863)
- Erythrops erythrophthalmus (Goës, 1864)
- Erythrops frontieri Nouvel, 1974 — Мадагаскар, литораль, 13S (длина тела 2—3 мм)[6]
- Erythrops glacialis G.O. Sars, 1885
- Erythrops microps (G.O. Sars, 1864)
- Erythrops minutus Hansen, 1910
- Erythrops nanus W. Tattersall, 1922
- Erythrops neapolitanus Colosi, 1929
- Erythrops parvus Brattegard, 1973
- Erythrops peterdohrni Bacescu & Schiecke, 1974
- Erythrops phuketensis Fukuoka & Murano, 2002[8]
- Erythrops serratus (G.O. Sars, 1863)
- Erythrops yongei W. Tattersall, 1936